# Le Polle
Le Polle è una località di Riolunato, comune della provincia di Modena.
È situata all'interno della Unione dei comuni del Frignano, che ha sede a Pavullo. Si trova sul versante nord-occidentale del monte Cimone, a 1280 metri d'altezza. È sede della stazione a valle di alcuni impianti di risalita che la collegano al comprensorio sciistico del Monte Cimone. Negli ultimi anni la località ha subito una sostanziale crescita, con l'edificazione di nuovi residence e alberghi.

## Economia

### Turismo
In ambito turistico Le Polle devono molta della loro notorietà al comprensorio sciistico del Monte Cimone: la stagione invernale è sicuramente la più redditizia nel settore turistico, sia per gli acquisti degli skipass, sia per le vendite e i noleggi degli accessori necessari alla pratica degli sport invernali, quali sci, scarponi da sci, ciaspole, eccetera. D'estate è promosso il trekking, verso la vicina località di passo del Lupo e la cima del monte Cimone, e la mountain bike, dati i numerosi percorsi a lei dedicati attorno a tutta la montagna. I periodi di minore affluenza in ambito turistico sono l'autunno e la primavera. La località le Polle offre la possibilità di dormire (hotel e residence)in quota, nelle uniche strutture alla partenza degli impianti del comprensorio. Ottima meta per chi cerca il fresco nel periodo estivo.

## Accessibilità
Da Riolunato partono due strade asfaltate con le quali raggiungere con facilità la località de Le Polle: la prima, passante per la caratteristica frazione di Castello, s'arrampica a tornanti sul lato occidentale del versante; la seconda, di più recente fattura e costruita per agevolare l'accesso al comprensorio sciistico, corre sul lato orientale, e si ricongiunge al tracciato principale cinquecento metri circa prima dell'arrivo. Vi sono inoltre numerosi sentieri, che arrivano a Le Polle partendo da passo del Lupo, Pievepelago (passando per il  Ponte della Fola e la  Val d'Olanda, oppure per l'Alpicella del Cimone), Pian Cavallaro.